# Schietsport op de Olympische Zomerspelen 1980
De schietsport is een van de sporten die beoefend werden tijdens de Olympische Zomerspelen 1980 in Moskou.

## Open

### kleinkalibergeweer 50 m drie houdingen
| rang   | sporter              | land | score |
| ------ | -------------------- | ---- | ----- |
| Goud   | Viktor Vlasov        | URS  | 1173  |
| Zilver | Bernd Hartstein      | GDR  | 1166  |
| Brons  | Sven Johansson       | SWE  | 1165  |
| 4      | Mauri Röppänen       | FIN  | 1164  |
| 5      | Aleksandr Mitrofanov | URS  | 1164  |
| 6      | Nonka Matova         | BUL  | 1163  |
| 7      | Hellfried Heilfort   | GDR  | 1162  |
| 8      | Eugeniusz Pędzisz    | POL  | 1156  |

### kleinkalibergeweer 50 m liggend
| rang   | sporter             | land | score |
| ------ | ------------------- | ---- | ----- |
| Goud   | Károly Varga        | HUN  | 599   |
| Zilver | Hellfried Heilfort  | GDR  | 599   |
| Brons  | Petar Zaprjanov     | BUL  | 598   |
| 4      | Krzysztof Stefaniak | POL  | 598   |
| 5      | Timo Hagman         | FIN  | 597   |
| 6      | Aleksandr Mastjanin | URS  | 597   |
| 7      | Nonka Matova        | BUL  | 597   |
| 8      | Walter Frescura     | ITA  | 597   |

### vrij pistool 50 m

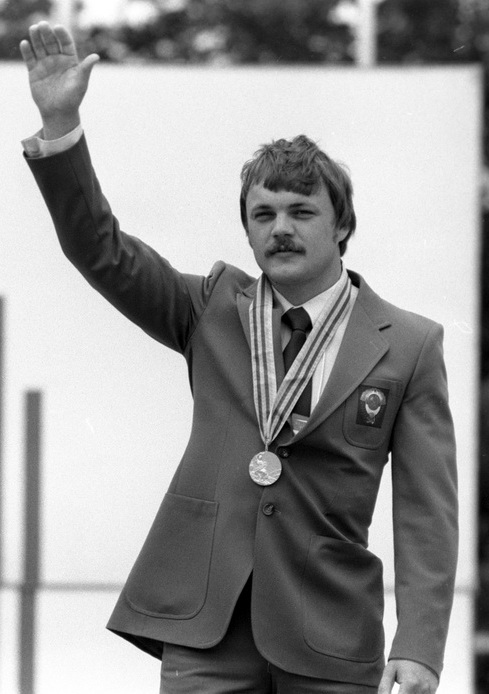
Melentjev met de gouden medaille

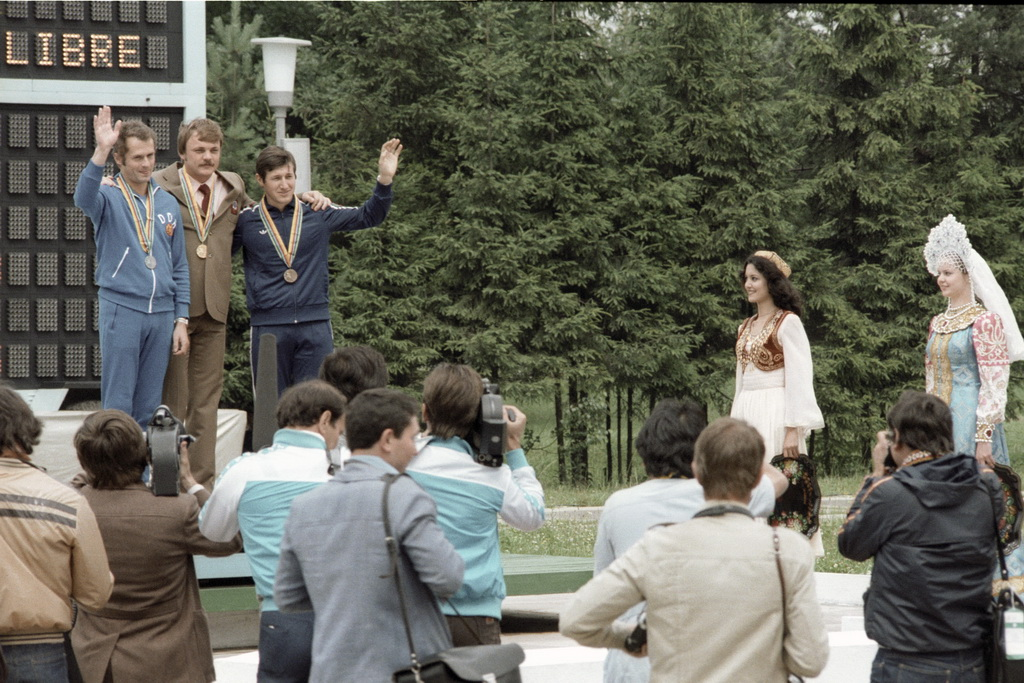
De medailleceremonie

| rang   | sporter             | land | score |
| ------ | ------------------- | ---- | ----- |
| Goud   | Aleksandr Melentjev | URS  | 581   |
| Zilver | Harald Vollmar      | GDR  | 568   |
| Brons  | Ljoebtsjo Diakov    | BUL  | 565   |
| 4      | Soh Gil San         | PRK  | 565   |
| 5      | Seppo Saarenpää     | FIN  | 565   |
| 6      | Sergej Pyzjanov     | URS  | 564   |
| 7      | Ragnar Skanåker     | SWE  | 563   |
| 8      | Paavo Palokangas    | FIN  | 561   |

### snelvuurpistool 25 m
| rang   | sporter           | land | score |
| ------ | ----------------- | ---- | ----- |
| Goud   | Corneliu Ion      | ROU  | 596   |
| Zilver | Jürgen Wiefel     | GDR  | 596   |
| Brons  | Gerhard Petritsch | AUT  | 596   |
| 4      | Vladas Toerla     | URS  | 595   |
| 5      | Roberto Ferraris  | ITA  | 595   |
| 6      | Afanasijs Kuzmins | URS  | 595   |
| 7      | Marin Stan        | ROU  | 595   |
| 8      | Rafael Rodríguez  | CUB  | 594   |

### lopend schijf 50 m
| rang   | sporter            | land | score |
| ------ | ------------------ | ---- | ----- |
| Goud   | Igor Sokolov       | URS  | 589   |
| Zilver | Thomas Pfeffer     | GDR  | 589   |
| Brons  | Aleksandr Gazov    | URS  | 587   |
| 4      | András Doleschall  | HUN  | 584   |
| 5      | Tibor Bodnár       | HUN  | 584   |
| 6      | Jorma Lievonen     | FIN  | 584   |
| 7      | Giovanni Mezzani   | ITA  | 582   |
| 8      | Hans-Jürgen Helbig | GDR  | 579   |

### trap
| rang   | sporter             | land | score |
| ------ | ------------------- | ---- | ----- |
| Goud   | Luciano Giovannetti | ITA  | 198   |
| Zilver | Roestam Jamboelatov | URS  | 196   |
| Brons  | Jörg Damme          | GDR  | 196   |
| 4      | Josef Hojný         | TCH  | 196   |
| 5      | Eladio Vallduvi     | ESP  | 195   |
| 6      | Aleksandr Asanov    | URS  | 195   |
| 7      | Silvano Basagni     | ITA  | 194   |
| 8      | Burckhardt Hoppe    | GDR  | 192   |

### skeet
| rang   | sporter              | land | score |
| ------ | -------------------- | ---- | ----- |
| Goud   | Hans Kjeld Rasmussen | DEN  | 196   |
| Zilver | Lars-Göran Carlsson  | SWE  | 196   |
| Brons  | Roberto Castrillo    | CUB  | 196   |
| 4      | Pavel Pulda          | TCH  | 196   |
| 5      | Celso Giardini       | ITA  | 196   |
| 6      | Guillermo Torres     | CUB  | 195   |
| 7      | Francisco Pérez      | ESP  | 195   |
| 8      | Ari Westergård       | FIN  | 195   |

## Medaillespiegel
| rang   | land        | goud | zilver | brons | totaal |
| ------ | ----------- | ---- | ------ | ----- | ------ |
| 1      | Sovjet-Unie | 3    | 1      | 1     | 5      |
| 2      | Denemarken  | 1    | 0      | 0     | 1      |
| 2      | Hongarije   | 1    | 0      | 0     | 1      |
| 2      | Italië      | 1    | 0      | 0     | 1      |
| 2      | Roemenië    | 1    | 0      | 0     | 1      |
| 6      | DDR         | 0    | 5      | 1     | 6      |
| 7      | Zweden      | 0    | 1      | 1     | 2      |
| 8      | Bulgarije   | 0    | 0      | 2     | 2      |
| 9      | Oostenrijk  | 0    | 0      | 1     | 1      |
| 9      | Cuba        | 0    | 0      | 1     | 1      |
| totaal | totaal      | 7    | 7      | 7     | 21     |